# Milano-Sanremo 1970
La Milano-Sanremo 1970, sessantunesima edizione della corsa, fu disputata il 19 marzo 1970, per un percorso totale di 288 km. Fu vinta dall'italiano Michele Dancelli, giunto al traguardo con il tempo di 6h32'56" alla media di 43,977 km/h.
Presero il via da Milano 238 ciclisti, 149 di essi portarono a termine la gara.

## La corsa
Le sorti della gara furono determinate da una fuga partita a quasi 200 chilometri dal traguardo, da parte di un gruppo di 17 corridori comprendente diversi elementi di primo piano quali Franco Bitossi, Roger De Vlaeminck, Walter Godefroot, Gerben Karstens, Aldo Moser, Rik Van Looy e Italo Zilioli, oltre allo stesso Dancelli. Al Passo del Turchino i fuggitivi transitarono con cinque minuti di vantaggio. A 70 chilometri da Sanremo Dancelli scattò; l'unico che tentò di riprenderlo fu De Vlaeminck, ma presto desistette. Rimasto solo, il corridore bresciano mostrò le sue migliori doti di fondista e portò al termine la sua lunga fuga giungendo sul traguardo con oltre un minuto e mezzo di vantaggio, mentre il favorito Eddy Merckx, autore di una tardiva rimonta, giunse dopo quasi due minuti. Dopo 17 anni un italiano tornò a vincere la Milano-Sanremo: il precedente era stato Loretto Petrucci, vincitore delle edizioni del 1952 e 1953.

## Ordine d'arrivo (Top 10)
| Pos. | Corridore        | Squadra       | Tempo    |
| ---- | ---------------- | ------------- | -------- |
| 1    | Michele Dancelli | Molteni       | 6h32'56" |
| 2    | Gerben Karstens  | Peugeot-BP    | a 1'39"  |
| 3    | Eric Leman       | Flandria-Mars | s.t.     |
| 4    | Italo Zilioli    | Faemino       | s.t.     |
| 5    | Walter Godefroot | Salvarani     | s.t.     |
| 6    | Rolf Wolfshohl   | Fagor         | s.t.     |
| 7    | Mauro Simonetti  | Ferretti      | a 1'43"  |
| 8    | Eddy Merckx      | Faemino       | a 1'56"  |
| 9    | Frans Verbeeck   | Geens-Watney  | s.t.     |
| 10   | Guido Reybrouck  | Germanvox     | s.t.     |